# Jardin naturel
El Jardin naturel és un jardí públic del  20è districte de París.
Creat el 1995, la plaça s'estén sobre 6300m². Aquest jardí parisenc no és com els altres, consisteix en una plantació de vegetals salvatges característics de diferents medis naturals de  Île-de-France. Es tracta d'una veritable reserva de biodiversitat. Una bassa acull  granotes,  tritons i nenúfars.

## Situació
El jardí es troba al peu del cementiri del Père-Lachaise, accessible pel carrer de Lesseps o el carrer de la Réunion.